# Parafreutreta conferta
Parafreutreta conferta es una especie de insecto del género Parafreutreta de la familia Tephritidae del orden Diptera.

## Historia
Fue descrita científicamente por primera vez en el año 1926 por Bezzi.